# Amaury Cordeel
Amaury Cordeel, né le 9 juillet 2002 à Bornem, est un pilote automobile belge. Il est engagé en Formule 2 depuis 2022.

## Biographie

### Débuts en monoplace (2017-2018)
Cordeel fait ses débuts en monoplace au Championnat de France de Formule 4 en 2017 où il inscrit 6 points, ce qui lui vaut de terminer seizième au classement. Durant l'hiver, il participe au championnat des Émirats arabes unis de Formule 4 avec Dragon Motopark. Il termine la saison à la huitième place avec une victoire, trois podiums et 120 points. 
En 2018, il s'engage dans le championnat d'Europe du Nord de Formule 4 où il achève la saison à la huitième place du classement général avec 2 victoires, 4 podiums et un total de 107 points. Cette année-là, il participe également à 9 courses du championnat de Formule 4 ADAC avec l'ADAC Berlin-Brandenburg e.V. où il termine le championnat à une vingt-troisième place sans aucun point. Il participe aussi à un programme partiel de neuf courses dans le championnat italien de Formule 4 avec Mücke Motorsport et termine la saison trente-et-unième au classement, là encore sans avoir inscrit de points. 
La dernière campagne de Cordeel cette année-là est en Championnat d'Espagne de Formule 4 avec MP Motorsport. Il remporte quatre victoires, ce qui lui permet de remporter le championnat avec 208 points. Au cours de cette saison serrée, il obtient le 3e plus grand nombre de victoires, et se montre le plus régulier des trois prétendants au championnat.

### Formula Renault Eurocup (2019-2020)
Cordeel fait ses débuts en Formula Renault Eurocup pour la saison 2019, toujours avec MP Motorsport. Pour sa première saison dans cette catégorie, il obtient une septième place pour meilleur résultat lors de la manche du Castellet. Il se classe quinzième au classement avec 27 points. Il dispute aussi les Asian Formula 3 Winter Series où il dispute cinq courses et se classe dixième du championnat avec 22 points.
En 2020, il reste en Formula Renault Eurocup, mais rejoint FA Racing (l'équipe créée par Fernando Alonso). Il réalise une saison similaire à la précédente avec une sixième place pour meilleur résultat lors de la manche de Monza. Il termine à nouveau quinzième du championnat avec 33 points. Il dispute de nouveau les Asian Formula 3 Winter Series où il ne dispute que trois courses, cette fois-ci en tant que pilote invité.

### Formule 3 FIA (2021)

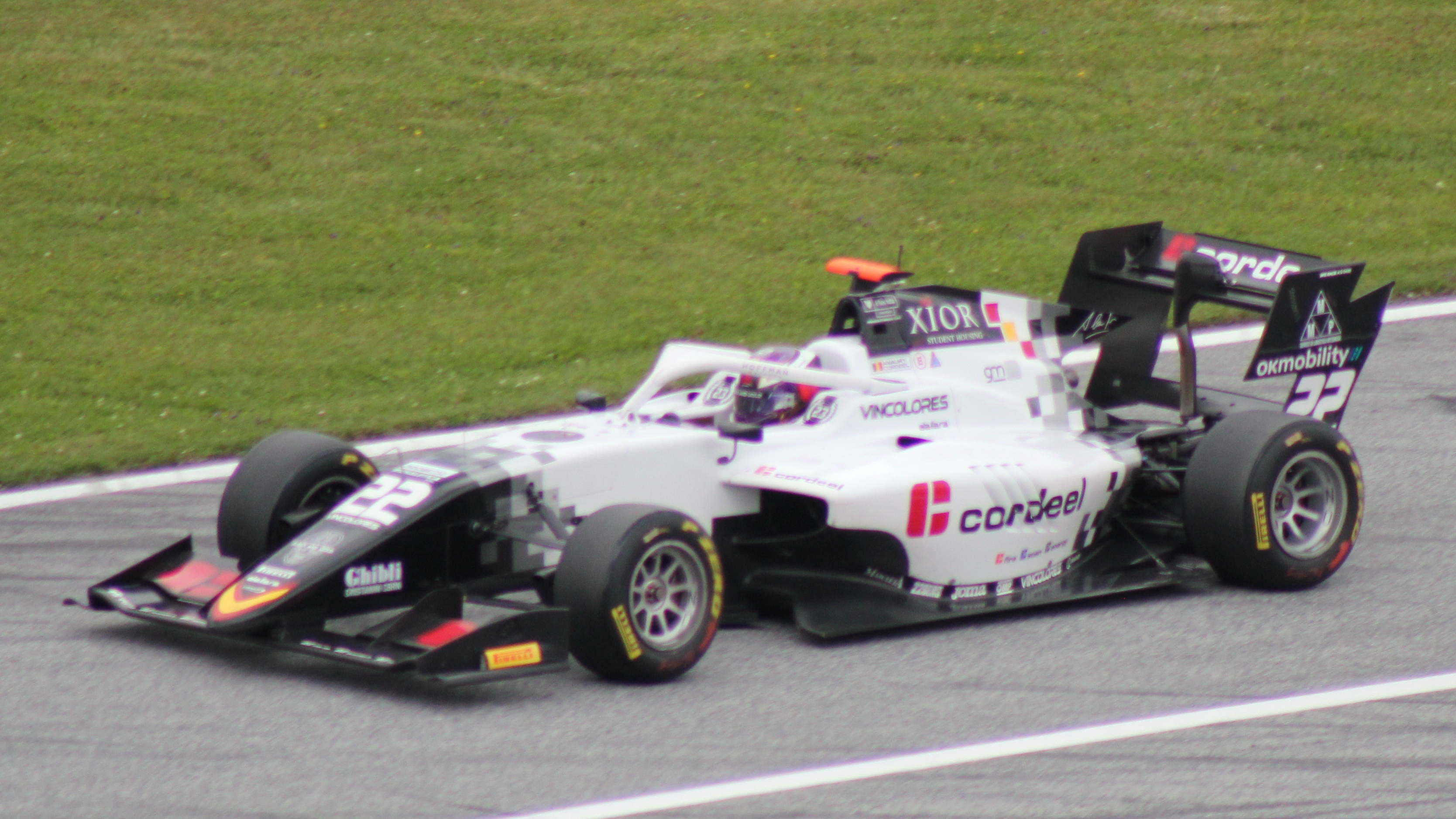
Amaury Cordeel en Formule 3 FIA à Spielberg en 2021

En 2021, Cordeel rejoint la Formule 3 FIA avec Campos Racing. Lors de la manche de Spa-Francorchamps, il est impliqué dans un accident avec l'Australien Calan Williams, à la sortie du raidillon de l'Eau Rouge. Les deux pilotes s'en sortent cependant sans blessures.
Lors de l'avant-dernière manche de la saison à Zandvoort, le Belge se qualifie en douzième position, ce qui lui permet partir de la pole position dans la première course grâce à la grille inversée. Cordeel attribue sa qualification au fait qu'il a finalement maîtrisé la dégradation des pneus. Il ne parvient cependant pas à profiter de cet avantage, car il est impliqué dans un incident dans le premier tour avec Aleksandr Smolyar. Il termine la saison vingt-troisième du championnat sans aucun point.

### Formule 2 (depuis 2022)

#### 2022

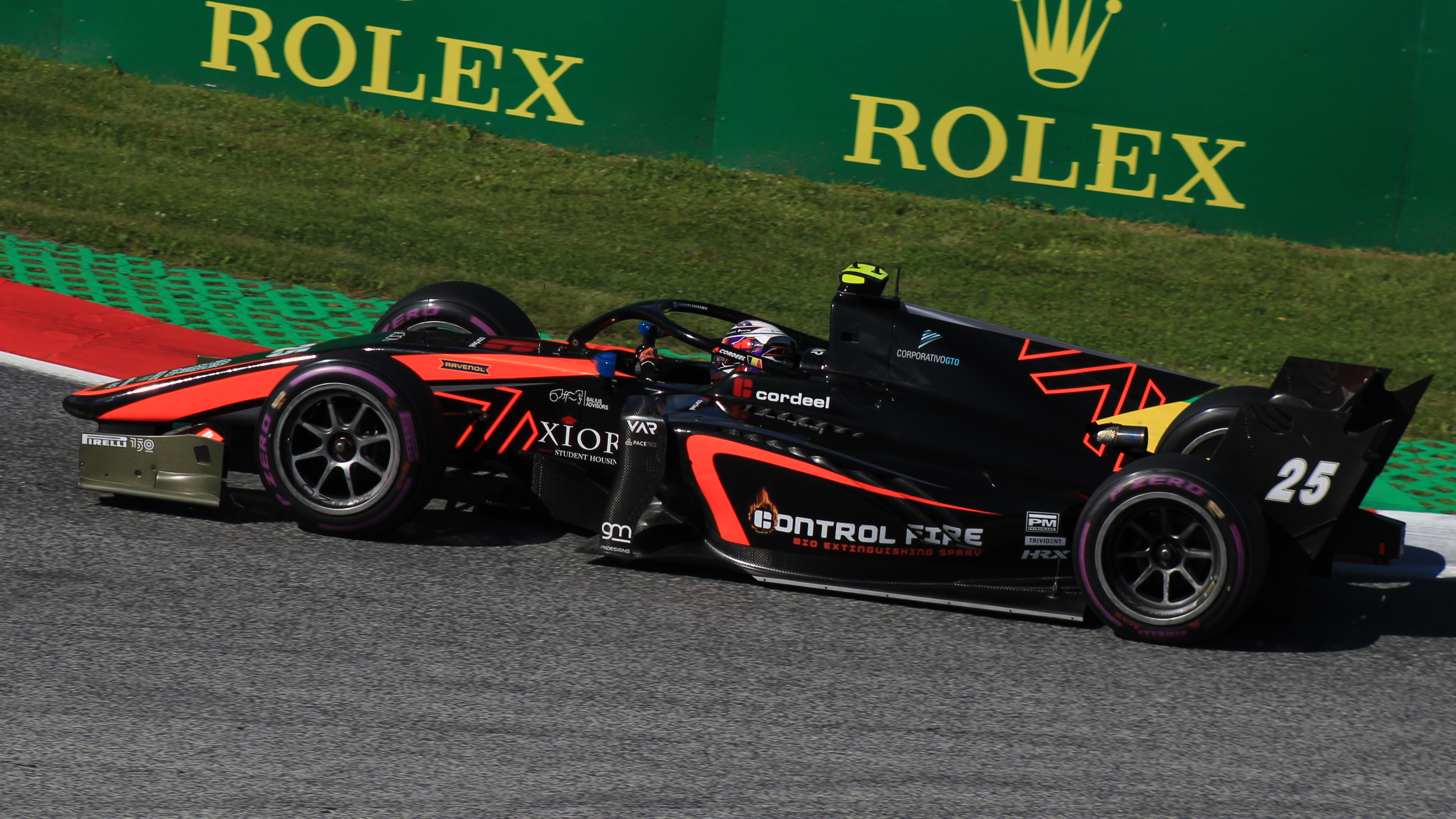
Amaury Cordeel en Formule 2 à Spielberg en 2022

Fin 2021, Cordeel participe aux essais d'après-saison de Formule 2 avec la nouvelle écurie Van Amersfoort Racing. Début 2022, il est annoncé comme l'un des pilotes titulaires de l'équipe, aux côtés de Jake Hughes pour la saison 2022. Cordeel termine neuvième lors de la première course à Bahreïn, mais il est rétrogradé à la quinzième place pour excès de vitesse dans la voie des stands à deux reprises. Il reçoit ensuite une pénalité de dix places et quatre points de pénalité sur sa super-licence pour ne pas avoir ralenti sous les drapeaux rouges lors des qualifications à Djeddah. Il a un accident pendant la course sprint et est contraint de renoncer à la course principale car sa voiture n'a pas pu être réparée à temps. Lors de la manche d'Imola, il sort de la piste sur le chemin de la grille de départ de la course sprint et ne parvient pas à démarrer. Au cours de la course, il est pénalisé deux fois pour excès de vitesse dans la voie des stands et viole six fois les limites de piste, récoltant cinq points de pénalité supplémentaires. 
Lors de la manche suivante à Barcelone, il reçoit deux autres points de pénalité pour ne pas avoir gardé sa position dans le tour de formation, se retrouvant alors à un point du bannissement. A Monaco, il heurte le mur dans le dernier virage et abandonne encore. Lors de la manche de Bakou, il termine treizième de la course sprint. Il récolte un douzième point de pénalité lors de la course principale après avoir provoqué une collision avec Olli Caldwell dans le premier virage, ce qui lui vaut d'être banni de la septième manche disputée à Silverstone. Il est remplacé pour cette manche par David Beckmann. Lors de la manche de Zandvoort, il marque ses premiers points de la saison en terminant sixième de la course principale. Il récidive lors de la manche de Monza avec une septième place à l'arrivée. Il entre à nouveau dans les points à Yas Marina avec une cinquième place en course sprint, puis une sixième place en course longue. Il conclut sa saison au dix-septième rang du championnat, avec 26 points. 

#### 2023

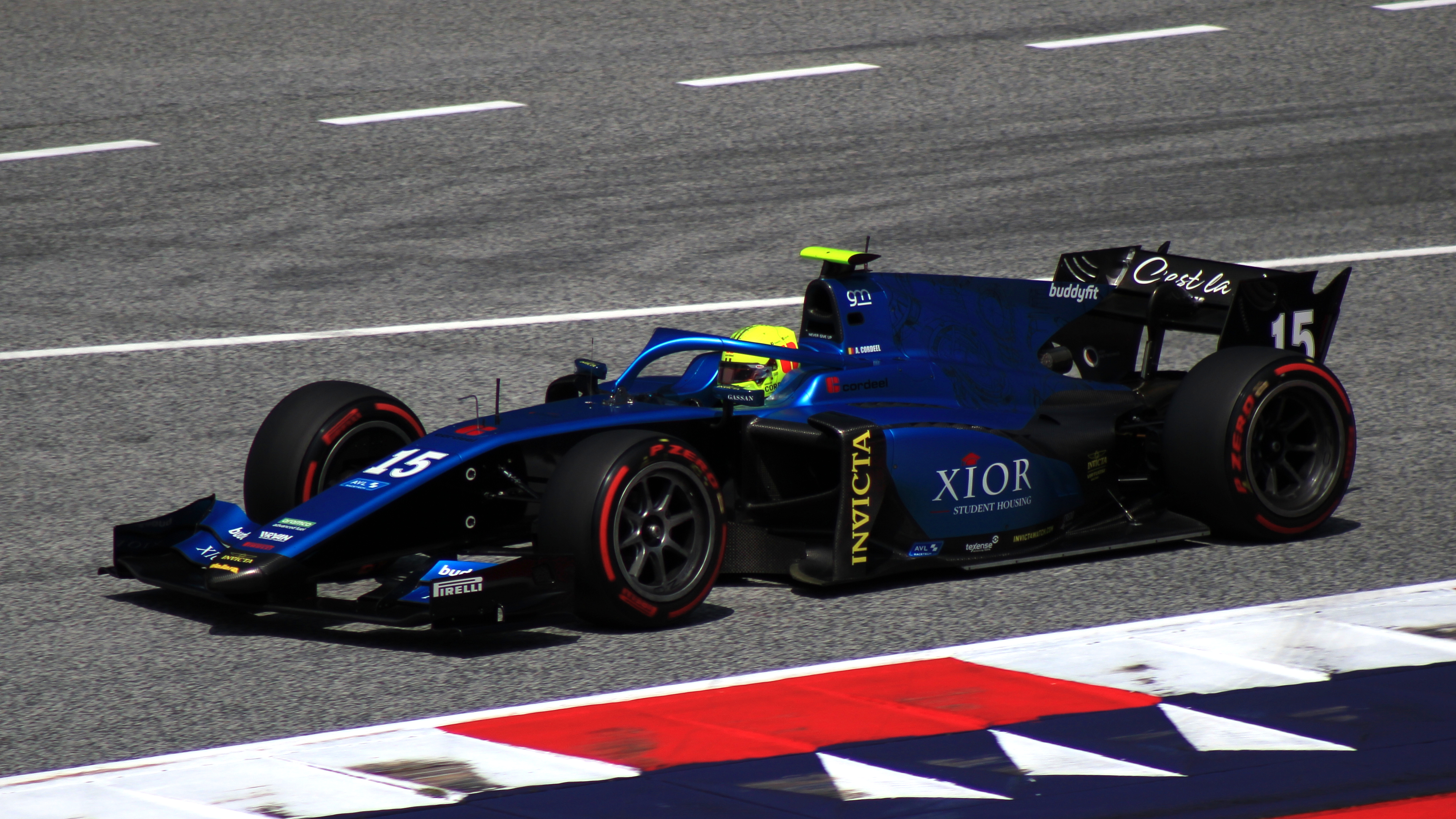
Amaury Cordeel en Formule 2 à Spielberg en 2023.

Pour la saison 2023, il rejoint Virtuosi Racing aux côtés de Jack Doohan. Contrairement à l'année précédente, sa saison apporte peu de résultats : il ne termine que deux fois dans les points (huitième à Zandvoort et à Monza). Il se classe vingtième du championnat avec 8 points.

#### 2024
Pour la saison 2024, Cordeel change de nouveau d'équipe et rejoint Hitech Grand Prix, aux côtés de Paul Aron. Il abandonne lors de la manche d’ouverture à Sakhir sur un accident. A Djeddah, il se qualifie en dernière position puis abandonne lors de la course sprint,. Le lendemain, il termine cinquième de la course principale derrière Jak Crawford. Il réalise ensuite son meilleur résultat de la saison à Imola en terminant quatrième de la course sprint. Il se classe dix-septième du championnat avec 39 points.

#### 2025

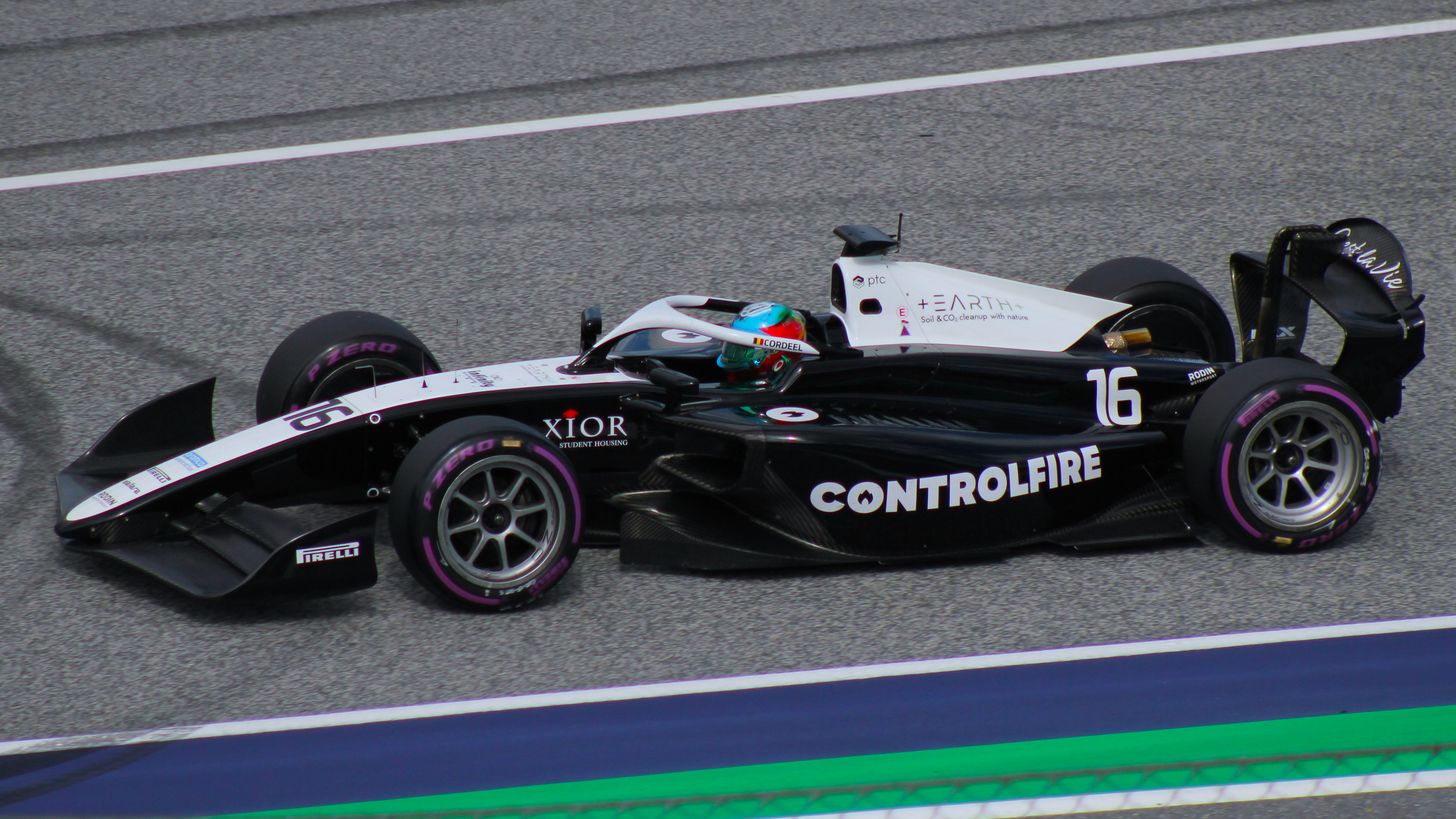
Amaury Cordeel en Formule 2 à Spielberg en 2025.

Alors qu'il était initialement sans volant en Formule 2 pour la saison 2025, Cordeel est appelé par Rodin Motorsport, deux semaines avant le début de saison, pour remplacer Christian Mansell, qui a déclaré forfait pour des raisons personnelles. Il fait équipe avec l'Irlandais Alex Dunne.

## Carrière
| Saison    | Championnat                                      | Écurie                 | Courses | Victoires | Pole positions | Meilleurs tours | Podiums | Points | Classement |
| --------- | ------------------------------------------------ | ---------------------- | ------- | --------- | -------------- | --------------- | ------- | ------ | ---------- |
| 2017      | Championnat de France de Formule 4               | FFSA Academy           | 21      | 0         | 0              | 0               | 0       | 6      | 16e        |
| 2017-2018 | Championnat des Émirats arabes unis de Formule 4 | Dragon Motopark F4     | 17      | 1         | 0              | 1               | 3       | 120    | 8e         |
| 2018      | Championnat d'Italie de Formule 4                | BWT Mücke Motorsport   | 6       | 0         | 0              | 0               | 0       | 0      | 31e        |
| 2018      | Championnat d'Italie de Formule 4                | Alma Racing            | 3       | 0         | 0              | 0               | 0       | 0      | 31e        |
| 2018      | Championnat d'Allemagne de Formule 4             | ADAC Berlin-Brandeburg | 9       | 0         | 0              | 0               | 0       | 0      | 23e        |
| 2018      | Championnat d'Europe du Nord de Formule 4        | MP Motorsport          | 12      | 2         | 1              | 2               | 4       | 107    | 8e         |
| 2018      | Championnat d'Espagne de Formule 4               | MP Motorsport          | 17      | 4         | 4              | 6               | 12      | 208    | Champion   |
| 2019      | F3 Asian Winter Series                           | Pinnacle Motorsport    | 5       | 0         | 0              | 0               | 0       | 22     | 10e        |
| 2019      | Formula Renault Eurocup                          | MP Motorsport          | 20      | 0         | 0              | 0               | 0       | 27     | 15e        |
| 2020      | F3 Asian Winter Series                           | MP Motorsport          | 3       | 0         | 0              | 0               | 0       | 0†     | n.c        |
| 2020      | Formula Renault Eurocup                          | FA Racing              | 19      | 0         | 0              | 0               | 0       | 33     | 15e        |
| 2021      | Formule 3 FIA                                    | Campos Racing          | 20      | 0         | 0              | 0               | 0       | 0      | 23e        |
| 2022      | Formule 2                                        | Van Amersfoort Racing  | 24      | 0         | 0              | 1               | 0       | 26     | 17e        |
| 2023      | Formule 2                                        | Virtuosi Racing        | 26      | 0         | 0              | 0               | 0       | 8      | 20e        |
| 2024      | Formule 2                                        | Hitech Pulse-Eight     | 28      | 0         | 0              | 0               | 0       | 39     | 17e        |
| 2025      | Formule 2                                        | Rodin Motorsport       | 19      | 0         | 0              | 0               | 0       | 3      | 18e        |

† Cordeel étant un pilote invité, il était inéligible aux points.

## Polémiques
Le 25 mars 2021, Cordeel se retrouve au cœur d'une polémique liée à une vidéo publiée sur son compte TikTok dans laquelle il roule sur la route européenne 17, son tableau de bord indiquant une vitesse supérieure à 300 km/h. Une enquête est alors ouverte par la police fédérale. Le lendemain, Philip Goedtkindt, manager du pilote belge, déclare qu'il n'était pas au volant lors de l'enregistrement de la vidéo. 
En 2022, Cordeel publie à nouveau une vidéo dans laquelle il commet un excès de vitesse. Dans la vidéo prise le 1er décembre 2020, il roule à 173 km/h sur une route de ville dont la vitesse maximale autorisée est 50 km/h. Le 30 novembre 2022, le tribunal de police de Termonde le reconnaît coupable et lui retire son permis de conduire. 
Dans le même temps, Cordeel fait l'objet d'accusations de plusieurs jeunes femmes mineures pour « comportement plus que douteux » avec elles sur les réseaux sociaux. 